# Dürscheid
Dürscheid ist ein Ortsteil der Gemeinde Kürten im Rheinisch-Bergischen Kreis. Der Name Dürscheid leitet sich ab von Dur (alte Bezeichnung für Wasser) und Scheid (Scheide/Grenze), also die Grenze, die durch den Bach markiert wird. Mundartlich wird von Dü‘esched gesprochen.

## Geschichte
Nach unbelegten Quellen beschenkten Pipin von Heristal und Plektrudis um das Jahr 700 das freiadelige Damenstift von St. Maria im Kapitol unter anderem mit dem Hof Dursten (auch Dursen), der als Ursprung des heutigen Dürscheids gilt. 1217 bestätigt Graf Adolf III. von Berg, dass aus seinem Besitz die Mühle zu Dursgeidhe (Dürscheid) an den Johanniterorden gelangen soll. Damit wird Dürscheid erstmals urkundlich erwähnt. Wo die Mühle genau gelegen haben könnte, die im Laufe der Jahre untergegangen ist, kann nicht mit Sicherheit gesagt werden. Möglicherweise war ihr Standort an der Stelle, wo sich seit 1770 die Dürscheider Hütte befindet. In der Topographische Aufnahme der Rheinlande von 1824 ist dort jedenfalls ein Mühlensymbol eingetragen.
Spätestens ab 1363 ist Dürscheid als Sitz einer Gerichtsbarkeit (Dingstuhl) urkundlich nachgewiesen. Das Lehnsgericht am Hof Dursen hatte 1555 100 lehnspflichtige Höfe. Das Lehnsgericht wurde 1809 durch eine Verordnung von Napoleon aufgehoben.
Die Topographia Ducatus Montani des Erich Philipp Ploennies belegt, dass Dürscheid zum Amt Porz gehörte. Am Ortsrand begann seinerzeit das Amt Steinbach, zu dem schon der Nachbarort Steeg gezählt wurde. Aus der Charte des Herzogthums Berg 1789 von Carl Friedrich von Wiebeking geht hervor, dass das Kirchspiel Dürscheid zu dieser Zeit Teil des Dekanats Deutz in der Diözese Köln war. Es war dem Obergericht Bensberg im Amt Porz zugeordnet. Es umfasste eine Fläche von 887 ha.
Unter der französischen Verwaltung zwischen 1806 und 1813 wurde das Amt Porz aufgelöst und Dürscheid wurde politisch der Mairie Bensberg im Arrondissement Mülheim am Rhein zugeordnet. 1816 wandelten die Preußen die Mairie zur Bürgermeisterei Bensberg im Kreis Mülheim am Rhein um.
In der Aufstellung des Königreichs Preußens für die Volkszählung 1885 wurde Dürscheid als Wohnplatz der Landgemeinde Bensberg im Kreis Mülheim am Rhein. Zu dieser Zeit wurden 15 Wohnhäuser mit 104 Einwohnern gezählt.
Durch die Gebietsreform wurde aufgrund des Köln-Gesetzes die damalige Stadt Bensberg am 1. Januar 1975 aufgelöst. Dürscheid wurde in die Gemeinde Kürten eingegliedert.

### Kirchspiel Dürscheid
Eine besondere Bedeutung nicht nur in kirchlicher, sondern auch in verwaltungsrechtlicher Sicht kamen im Bergischen Land den Kirchspielen zu, so auch dem Kirchspiel Dürscheid. Diese Wirkung als Struktur der einzelnen Wohnplätze kann man bis zum heutigen Tag feststellen.
Um 1250–1320 wurde der heute noch stehende Kirchturm errichtet. 1351 wurde das Kirchspiel Dürscheid erstmals in einer Urkunde erwähnt. 1413 wurde Dürscheid dann der Pfarrei Herkenrath zugeordnet. Das Kirchspiel Dürscheid war in der frühen Neuzeit zugleich Honschaft im Amt Porz und Teil des Dekanats Deutz in der Diözese Köln. In der Wiebekingschen Karte von 1789 sind die Grenzen der Honschaft Dürscheid dargestellt; es entspricht in etwa der heutigen Gemarkung Dürscheid und der Flur 011 der Gemarkung Herkenrath. Im Jahr 1816 wurde Dürscheid eine selbständige Pfarre.
Zur Zeit der Rheinprovinz im Jahr 1845 gehörten folgende Wohnplätze zum Kirchspiel Dürscheid: Bölinghoven, Broich, Broichhausen, Dahl (Unterthal), Dorpe, Dürscheid, Hove, Jähhardt, Keller, Oberblissenbach, Obersteinbach, Rottland, Schmillenburg, Siefen, Spitze, Steintor, Trotzenburg, Unterblissenbach und Untersteinbach.
Im Laufe der Zeit sind einige der Wohnplätze durch Zusammenwachsen der Siedlungen nicht mehr einzeln wahrnehmbar. So bildet Dürscheid mit Steintor, Steeg und Winterberg sowie Spitze mit Dorpe, Broich, Bölinghoven und Trotzenburg jeweils ein zusammenhängendes Siedlungsgebiet.

## Bauwerke
- Kirche St. Nikolaus, neogotische Kirche von 1895 mit romanischem Turm von 1280

## Bergbau
Schon im 18. Jahrhundert hat man in der Umgebung von Dürscheid auf der Grube Luther, besonders im Grubenfeld Katharinaglück, in größerem Umfang Bergbau betrieben.